# Kerley Becker
Kerley Liana Lehnen Becker (* 20. September 1986 in Porto Alegre) ist eine brasilianische Volleyballspielerin.

## Karriere
Becker begann ihre Karriere am Iowa Western Community College in Council Bluffs. 2008 wechselte sie zum Schweizer Verein Volleyball Franches Montagnes. In der Saison 2009/10 war sie in ihrer Heimat bei Gremio Nautico União aktiv. Danach kehrte sie in die Schweiz zurück. Mit Sm’Aesch Pfeffingen wurde die Mittelblockerin 2016 Schweizer Vizemeisterin. Außerdem erreichte sie mit dem Verein das Viertelfinale im Challenge Cup und wurde in diesem europäischen Wettbewerb als beste Blockerin ausgezeichnet. Anschließend wechselte sie zum deutschen Bundesligisten Rote Raben Vilsbiburg. Seit 2017 spielt sie für TS Volley Düdingen Powercats.